# Franz (antagonista de South Park)
Franz es el principal antagonista del séptimo capítulo de la Temporada 12 de la serie animada de MTV South Park, es el encabezado de los Bandidos del Burger King y el peor enemigo del protagonista Stan Marsh, hizo su única aparición en Super Fun Time, probablemente regrese.
Aunque no sea un personaje importante, es principalmente uno de los más crueles de la serie.

## Papel en su aparición
Franz huye con su banda de Bandoleros a Ciudad Pionero, refugiándose de la policía, y tomando a todos los niños, a los empleados y al Sr. Garrison de prisioneros para evitar ser delatados; Stan Marsh, Wendy Testaburger, Kyle Broflovski y Jimmy Valmer se fugan con 2 de los empleados (que acaban siendo capturados más tarde) donde llaman a la policía, su ingeniero Orlich (interpretado por Matt Stone) le informa que si quiere escapar de la ciudadela, tendrá que rastrar el código del túnel que era su única opción de quedar libre de la policía, entonces se pone a interrogar a los empleados del lugar, el primero es asesinado por su asistente femenil (interpretada por April Stewart) por no decir nada útil, el segundo muere a manos de Pionero Paul (Pablo Pionero en Latinoamérica y Pionero Pool en España) ya que por su culpa, nadie de los trabajadores quiebra personajes en caso de emergencia.
Después de que uno de los matones cuyo nombre es Domino (Matt Stone) capturara a un funcionario más, Franz se empieza a hartar de los funcionarios por la actuación que no quieren quebrantar personajes, así que idea un plan y decide destruir a Kenny McCormick, Stan no permite que se quede así y sale a confrontar al malvado Franz para que obtenga el código y deje a sus amigos libres, pero Franz no cumple su parte del trato. Mientras que Vosky (Matt Stone) vigila, ve a Eric Cartman y a Butters Stotch sueltos en la zona y fracasa en su intento de raptarlos para ser llevados con Franz, luego Stan engaña al funcionario malvado para que se encargara de Franz y dejar que la policía entre y lo capturaran.
Al Final, Franz es arrestado y dice aprender una lección sobre las costumbres de 1864 y que Ciudad Pionero tiene muchas enseñanzas que nos esperan, luego es llevado a la cárcel, se desconoce que hará Franz después de ese suceso, probablemente regrese para vengarse del funcionario (Stan) que lo entregó.

## Ayudantes
- Vosky: (Matt Stone) Matón, Tío de Wendy Testaburger según su último cameo.

- Domino: (Matt Stone) Matón del grupo. Asesinado a los 52.

- Orlich: (Matt Stone) Ingeniero. Asesinado a los 24.

- Fermale Thief: (April Stewart) Mayor asistencia en Franz. Asesinada a los 53.

- Lesionado: (Trey Parker) Recibe un disparo en el brazo. Aparece de nuevo en Pandemic 2: The Startling.

- Tipo del cabello Marron: (sin voz) Parodia de Drake Bell. Desaparecido

- Datos: Q20015141